# Segunda conjetura de Hardy-Littlewood
En teoría de números, la segunda conjetura de Hardy-Littlewood se refiere al número de números primos en intervalos dados. Junto con su primera  conjetura sobre números primos gemelos, Godfrey Harold Hardy y John Edensor Littlewood propusieron la segunda conjetura de Hardy-Littlewood en 1923.

## Enunciado
La conjetura establece que
{\displaystyle \pi (x+y)\leq \pi (x)+\pi (y)}
para números enteros x, y ≥ 2, donde π(z) denota la función contador de números primos, dando el número de números primos hasta e incluyendo a z.

## Conexión con la primera conjetura de Hardy-Littlewood
El enunciado de la segunda conjetura de Hardy-Littlewood es equivalente al enunciado de que el número de primos de x + 1 a x + y siempre es menor o igual que el número de primos de 1 a y. Se demostró que esto es inconsistente con la primera conjetura de Hardy-Littlewood sobre las k-tuplas de números primos, y se espera que la primera violación de la conjetura se produzca probablemente para valores muy grandes de x. Por ejemplo, un k-tupla admisible (o k-tupla de números primos) de 447 números primos se puede encontrar en un intervalo de números enteros y= 3159, mientras que π(3159) = 446. Si se cumple la primera conjetura de Hardy-Littlewood, entonces se espera la primera k-tupla para x mayor que 1.5 × 10174 pero menor que 2.2 × 101198.